# 조정희 (가수)
조정희는 대한민국의 가수이다.

## 기본 정보
- 1982년 MBC대학가요제 대상
- 참새와 허수아비
- 학력: 중앙대학교 신문방송대학원 언론학 석사